# لیندن اشبی
لیندن اشبای (انگلیسی: Linden Ashby؛ زادهٔ ۲۳ مهٔ ۱۹۶۰) یک هنرپیشه اهل ایالات متحده آمریکا است. وی از سال ۱۹۸۷ میلادی تاکنون مشغول فعالیت بوده‌است.
از فیلم‌ها یا برنامه‌های تلویزیونی که وی در آن نقش داشته است می‌توان به رزیدنت ایول: انقراض، مورتال کامبت، وایت ایرپ، مزرعه کادیلاک و تين ولف  اشاره کرد.